# Verkehrsführung
Als Verkehrsführung wird der durch Kennzeichnung und Abgrenzung festgelegte Verlauf von Verkehrselementen auf einer Verkehrsfläche bezeichnet. Die beiden Begriffe Verkehrsführung und Verkehrslenkung besitzen nicht die gleiche Bedeutung. Bei der Verkehrslenkung handelt es sich um die Gesamtheit aller Maßnahmen zur übergeordneten Lenkung und Beeinflussung von Verkehrselementen in einem Verkehrsnetz.
Eine geordnete und eindeutige Verkehrsführung ist sowohl auf Straßen und Wegen als auch auf Seeschifffahrts- und Binnenwasserstraßen sowie auf Flugplätzen zur Gewährleistung eines sicheren und flüssigen Verkehrsablaufs von großer Bedeutung. Im Straßenverkehr werden die Verkehrsteilnehmer sowohl durch bauliche Maßnahmen (u. a. Borde und Zeilen) als auch durch die Verwendung von Verkehrszeichen und Verkehrsleiteinrichtungen geführt. Ein Spezialfall stellt dabei die meist zeitweilig geänderte Verkehrsführung im Bereich von Arbeitsstellen dar. In der Schifffahrt führen Schifffahrtszeichen und auf Flugplätzen Rollwegweiser, Bodenmarkierung sowie die Befeuerung den Verkehr.